# Muscoli lombricali della mano
I muscoli lombricali della mano sono quattro muscoli fusiformi e sottili localizzati nel palmo della mano. Vengono denominati, procedendo in senso latero-mediale, come I, II, III e IV muscolo lombricale della mano.

## Origine, decorso e inserzione
Ciascun muscolo lombricale origina dai tendini del muscolo flessore profondo delle dita e si dirige con un esile tendine verso il lato radiale della rispettiva articolazione metacarpo-falangea inserendosi al margine laterale dell'espansione digitale dorsale dell'estensore comune delle dita. I lombricali della mano sono gli unici muscoli del corpo umano ad avere sia origine che inserzione tendinea.

## Innervazione e vascolarizzazione
L'innervazione è di pertinenza del nervo mediano per i due muscoli laterali, del nervo ulnare per i due mediali. L'apporto sanguigno è fornito dall'arcata arteriosa palmare profonda.

## Funzione
La loro azione consiste nel flettere le metacarpo-falangee ed estendere le interfalangee delle ultime quattro dita della mano.